# غوستاف سيمون
غوستاف سيمون (بالألمانية: Gustav Simon)‏ هو طبيب عسكري وجراح ألماني، ولد في 30 مايو 1824 في دارمشتات في ألمانيا، وتوفي في 21 أغسطس 1876 في هايدلبرغ في ألمانيا.

## وصلات خارجية
- غوستاف سيمون على موقع الموسوعة البريطانية (الإنجليزية)